# Małgorzata Bereza
Małgorzata Bereza (ur. 21 lipca 1984 w Brzegu Dolnym) – polska szpadzistka, srebrna medalistka mistrzostw świata i Europy.
W 2000 roku zdobyła drużynowo brązowy medal na mistrzostwach świata juniorów w South Bend. 
Podczas mistrzostw świata w Antalyi w 2009 roku Polki w składzie: Danuta Dmowska-Andrzejuk, Małgorzata Bereza, Magdalena Piekarska i Ewa Nelip zdobyły srebrny medal w turnieju drużynowym. W tej samej konkurencji była też między innymi czwarta na mistrzostwach świata w Pekinie w 2008 roku.
Ponadto zdobyła drużynowo srebrny medal na mistrzostwach Europy w Płowdiwie w 2009 roku. 
Nigdy nie wzięła udziału w igrzyskach olimpijskich.